# ウルトラマン2 出撃科特隊
『ウルトラマン2 出撃科特隊』（ウルトラマンツー しゅつげきかとくたい）は、1987年12月18日に発売されたファミリーコンピュータ ディスクシステム用アクションシューティングゲームである。

## 概要
特撮テレビ番組『ウルトラマン』（1966年 - 1967年）を題材としたゲーム作品。
同社が発売した前作『ウルトラマン 怪獣帝国の逆襲』（1987年）とは異なり、横スクロールのアクションゲームではなく、科学特捜隊本部での設定面、アイテム探索や怪獣との戦闘を行うトップビュー面、ウルトラマンが怪獣にトドメを刺す際の戦闘面とに分かれている。

## ゲーム内容
プレイヤーは科学特捜隊5人（イデ、アラシ、ムラマツ、ハヤタ、プレイヤー）移動手段、武器（スーパーガン、スパイダーショット）を選択し、各面に登場する怪獣を撃破する。5人には、それぞれ特長がある。フジ隊員は登場しない。
トップビューでのフィールド面にはそれぞれキーアイテムがあり、パトロールカーでアイテムの場所を特定し、建物の中に入って取る。ジェットビートル等に乗り再出撃し、怪獣に重要施設を破壊される前に倒す。科特隊本部にいる時は怪獣の動きが止まる。
重要施設が全て破壊されたり、科特隊本部が破壊されたり、４分の３以上の建物を破壊されたり、科特隊員全員が入院するとゲームオーバー。
ウルトラマンが出撃して必殺技で怪獣を倒すが、光線技やウルトラマンを出さなくても怪獣を倒せる。ただしメフィラス星人のみウルトラマンの攻撃でなければ倒せない。

## 登場キャラクター

### 科学特捜隊
ハヤタ
- ウルトラマンに変身できるが移動、攻撃共に最低。

アラシ
- 攻撃力は高いが、移動スピードが遅い。

イデ
- バランス型のキャラクター。

ムラマツキャップ
- 攻撃力は低いが移動スピードが速い。

オリジナル隊員
- 名前入力が可能。能力は高い水準になっている。

パトロールカー
- 乗車することでアイテムの場所が表示される。

ジェットビートル
- 移動速度が速く、障害物に影響されない。

ウルトラマン
- 攻撃力は高いが、3分間しか使用することができない。

防衛隊
- 科特隊本部より出撃要請することで自動的に怪獣を攻撃する。

### 敵キャラクター
アントラー
- シーン1、5、9に登場する。バラージの青い石を取得していないと倒せない。

ギャンゴ
- シーン2、6、10に登場する。

ガボラ
- シーン3、7に登場する。

ネロンガ
- シーン3、7に登場する。

ペスター
- シーン4、8に登場する。

ブルトン
- シーン4、8に登場する。

巨大ラゴン
- シーン5、9に登場する。

ゼットン
- シーン6、10に登場する。

ザラブ星人
- シーン7に登場する。

ゴモラ
- シーン8に登場する。

バルタン星人
- シーン9に登場する。

メフィラス星人
- シーン10に登場する。ウルトラマンの攻撃でなければ倒せない。

## 評価
- ゲーム誌『ファミコン通信』のクロスレビューでは合計22点（満40点）となっている[1]。

- ゲーム誌『ファミリーコンピュータMagazine』の読者投票による「ゲーム通信簿」での評価は以下の通りとなっており、12.70点（満25点）となっている[2]。また、同雑誌1991年5月24日号特別付録の「ファミコンディスクカード オールカタログ」では、「シミュレーションの要素を含んだアクションゲーム」と紹介されている[2]。

| 項目 | キャラクタ | 音楽 | 操作性 | 熱中度 | お買得度 | オリジナリティ | 総合  |
| 得点 | 2.80       | 2.50 | 2.40   | 2.40   | -        | 2.60           | 12.70 |

- ゲーム誌『ユーゲー』では、「その気になればウルトラマンに頼らずとも、キャップ1人で怪獣を倒すこともできちゃったりして、科特隊マニアにはある意味たまらない作品と言える」と評している[3]。